# Bank of America Plaza (Tampa)
El Bank of America Plaza es un rascacielos de 42 pisos ubicado en el centro de la ciudad de Tampa, en el estado de Florida (Estados Unidos). Se completó en 1986. Con 175.87 m, superó al One Tampa City Center como el edificio más alto de Tampa. hasta la finalización de 100 North Tampa en 1992. La estructura se conocía originalmente como Barnett Plaza. Tiene unos 1.900 m² de espacio rentable por piso típico con un total de 72.829 m² de espacio rentable.

## Incidente de avión
El 5 de enero de 2002, apenas cuatro meses después de los atentados del 11 de septiembre de 2001, un piloto aficionado de 15 años, Charles Bishop, robó un avión Cessna y voló hacia el edificio del Bank of America en el centro de Tampa. Si bien lo mató, no hubo más heridos (porque el choque fue un sábado, cuando había poca gente en el edificio). Una nota de suicidio encontrada entre los restos expresó su apoyo a Osama bin Laden. Bishop había estado tomando un medicamento recetado para el acné llamado Accutane que puede haber tenido el efecto adverso de depresión o psicosis severa. Su familia luego demandó a Hoffman-La Roche, la compañía que fabrica Accutane, por 70 millones de dólares; sin embargo, una autopsia no encontró rastros de la droga en el sistema del adolescente.